# César Barros Leal
César Oliveira de Barros Leal (14 de julho de 1949) é um advogado, procurador, tradutor, professor e escritor brasileiro, membro da Academia Cearense de Letras.

## Biografia
César Barros Leal é Formado em Letras e Direito pela Universidade Federal do Ceará e especialista em Prevenção Criminal pelo "United Nations and Far East Institute for the Prevention of Crime and the Treatment of Offenders" (UNAFEI/Tóquio, Japão); Mestre em Direito pela UFC; Doutor em Direito pela Universidade Nacional Autônoma do México e Pós-doutor pela Faculdade de Ciências Políticas e Sociais da Universidade Nacional Autônoma do México; Pós-doutor pela Universidade Federal de Santa Catarina; Pós-doutor em direitos humanos pela Universidade de Salamanca. 
É professor aposentado da Faculdade de Direito da Universidade Federal do Ceará, procurador do estado do Ceará e ex-membro da Assembleia Geral e do Conselho DEiretor do Instituto Interamericano de Direitos Humanos (Costa Rica); Presidente do Instituto Brasileiro de Direitos Humanos; 
É membro da Academia Brasileira de Direito Criminal; Membro da Academia Cearense de Letras; Membro da Academia de Ciências Sociais do Ceará; Ex-Membro Titular do Conselho Nacional de Política Criminal e Penitenciária (CNPCP) do Ministério da Justiça; ex-Subsecretário de Justiça do Estado do Ceará; ex-Consultor Científico do Instituto Latino-americano das Nações Unidas para a Prevenção do Crime e Tratamento do Delinqüente (ILANUD) e ex-Vice-presidente da Sociedade Brasileira de Vitimologia.

## Obra
- Prisão: Crepúsculo de Uma Era, (2001),[15]
- Violência e Vitimização: a Face Sombria do Cotidiano, (2001),[16]
- Idade da Responsabilidade Penal: a Falácia das Propostas Reducionistas, (2003),[17]
- A Violência Multifacetada: Estudos Sobre a Violência e a Segurança Pública, (2003),[18]
- Prevención criminal, seguridad pública y procuración de justicia: una visión del presente y del futuro, (2009),[19]
- La ejecución penal en América Latina a la luz de los derechos humanos: viaje por los senderos del dolor, (2009),[20]
- Vigilância Eletrônica à Distância: Instrumento de Controle e Alternativa à Prisão na América Latina, (2011),[21]

## Distinções e homenagens
- Recebeu em 2013 o Grau de Cavaleiro do Quadro Suplementar da Ordem do Mérito Naval da Marinha do Brasil.
- Recebeu em 2018 a Medalha Arnaldo Vasconcelos,[22]